# Calpurnia (band)
Calpurnia is een Canadese indierockband, gevormd in 2017. De band bestaat uit Finn Wolfhard (hoofdzanger, gitaar), Malcolm Craig (drums), Ayla Tesler-Mabe (zangeres, gitaar) en Jack Anderson (bas, claves).
De band heeft hun eerste lied City Boy geplaatst op 7 maart in 2018. Ze hebben hun debuut-ep bekendgemaakt, samen met het 2e liedje, Louie, op 12 april 2018. Op 18 maart 2018 is hun derde liedje Greyhound uitgekomen, als eerste liedje op hun album Scout (15 juni 2018).
Op 8 november 2019 heeft de band via Instagram bekendgemaakt dat de groep uit elkaar gaat.

## Carrière
Voordat de band bestond, heeft Finn Wolfhard Malcolm Craig ontmoet op de set voor een muziekvideo voor het liedje Guilt Trip door de band PUP, in 2014. De band is officieel gevormd in 2017, met hun eerste cover van het liedje Wanted You door Twin Peaks. In november 2017 schreef de band zich in bij het Canadese platenlabel Royal Mountain Records.
Calpurnia is voor het eerst op tv geweest bij Jimmy Kimmel Live! op 23 juli 2018.

## Leden
- Finn Wolfhard - zanger,  slaggitaar
- Ayla Tesler-Mabe - gitarist, zangeres
- Jack Anderson - bas
- Malcolm Craig - drum

## Discografie

### Ep
| Titel | Details                     |
| ----- | --------------------------- |
| Scout | Uitgekomen op: 15 juni 2018 |

### Singles
- "City Boy" (2018)
- "Louie" (2018)
- "Greyhound" (2018)
- "Wasting Time" (2018)
- "Blame" (2018)
- "Waves" (2018)
- "Say It Ain't So" - Weezer cover (2018)
- "Storm" (2018)
- "Cell" (2019)